# Joseph Albert (photographe)
Pour les articles homonymes, voir Joseph Albert et Albert.
Joseph Albert, né à Munich le  5 mars 1825 où  meurt le 5 mai 1886, est un photographe et inventeur allemand. Photographe officiel de la cour royale de Bavière, il a amélioré la callotypie et inventé la phototypie en couleurs.

## Biographie
Après des études de physique et de chimie, Joseph Albert a ouvert en 1850 un atelier photographique à Augsbourg. Il a développé la phototypie, le premier procédé d'impression photo-mécanique continu, en utilisant des plaques de verre.
Albert est devenu en 1857 photographe officiel de la cour royale de Bavière et est donc revenu à Munich. Il a photographié la famille royale, particulièrement Louis II de Bavière, ainsi que ses nombreux projets de construction. Il a également reproduits des dessins et des tableaux. Il a équipé son atelier d'une chambre solaire du photographe de cour Jacob Wothly (de). Jacob Wothly et lui ont inspiré à l'écrivain Friedrich Wilhelm Hackländer le personnage de « Wilbert ».
En 1860, le chimiste et futur inventeur Johann Baptist Obernetter (de) est venu travailler dans son atelier.
Lors d'une exposition photographique à Hambourg en 1868, il a présenté ses œuvres sous le nom d'albertotypes. En 1876, il a développé la phototypie en couleurs.
Mort à Munich, il y est enterré dans l'Ancien cimetière du Sud.
Son fils Eugen (de) (1856-1929) a suivi les traces de son père et fondé la Photographische Union. Il a également développé des techniques de reproduction par impression offset.

## Galerie

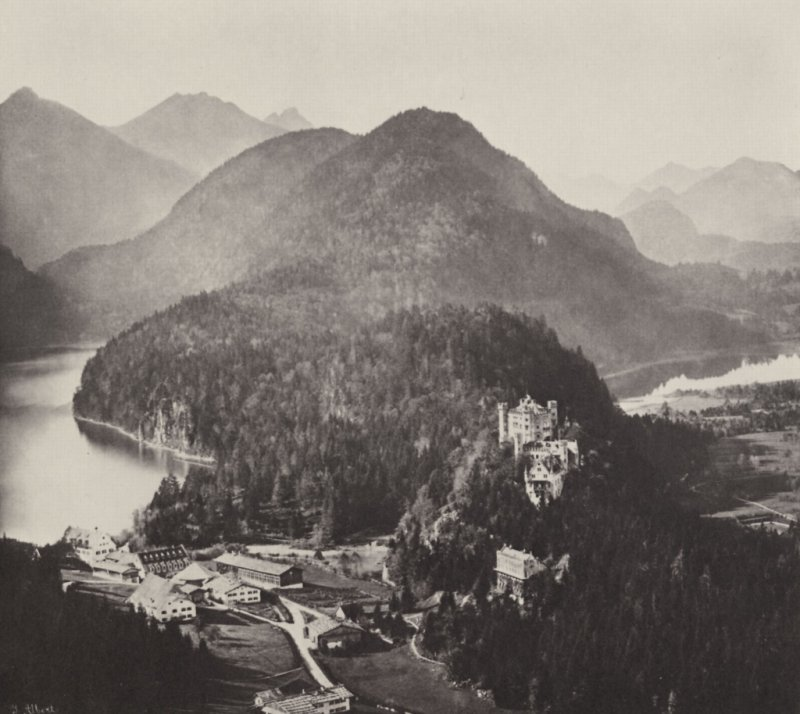
Vue d'Hohenschwangau (1857).
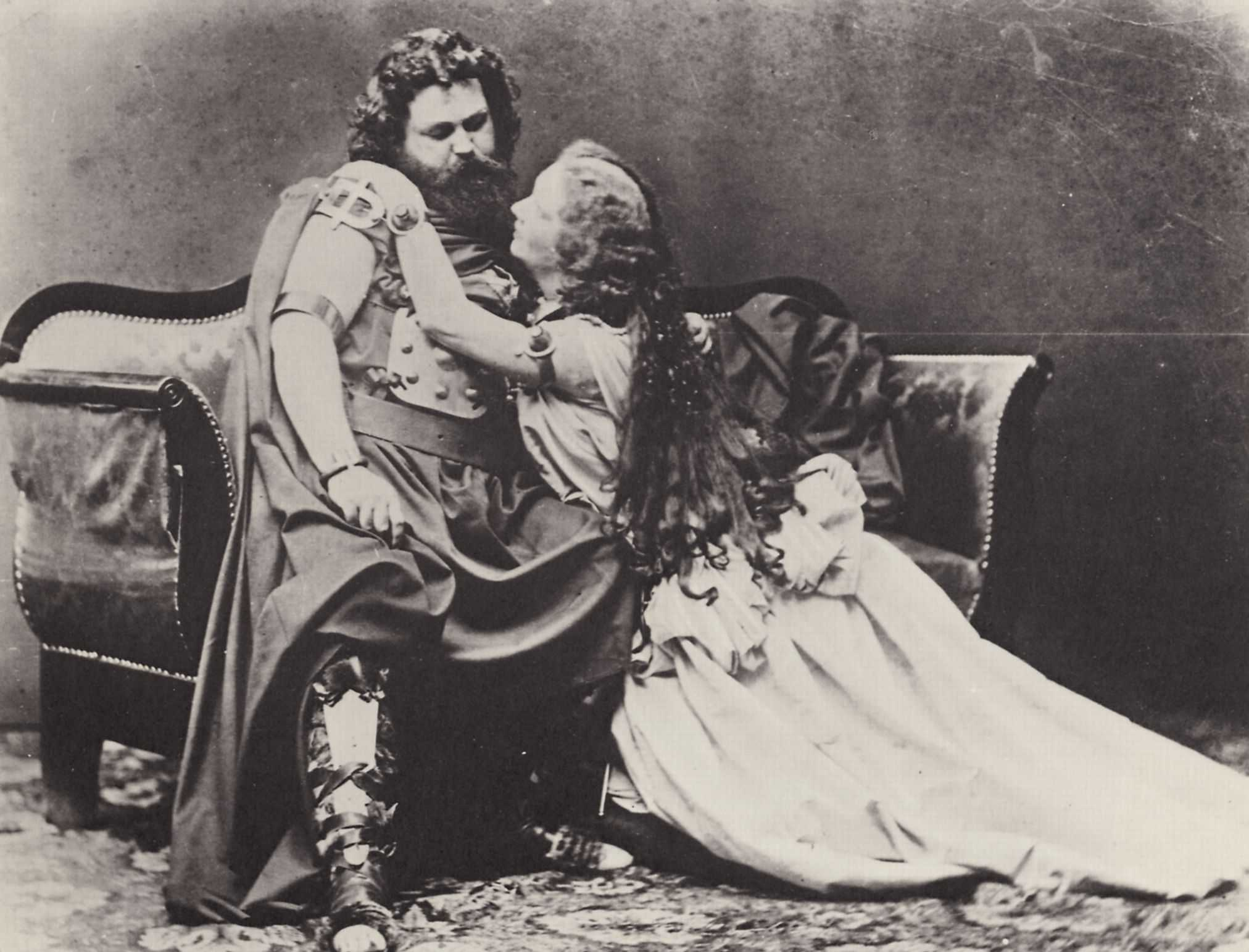
Ludwig und Malwine Schnorr von Carolsfeld dans les rôles de Tristan et Isolde lors de la première de l'opéra de Wagner en 1865.
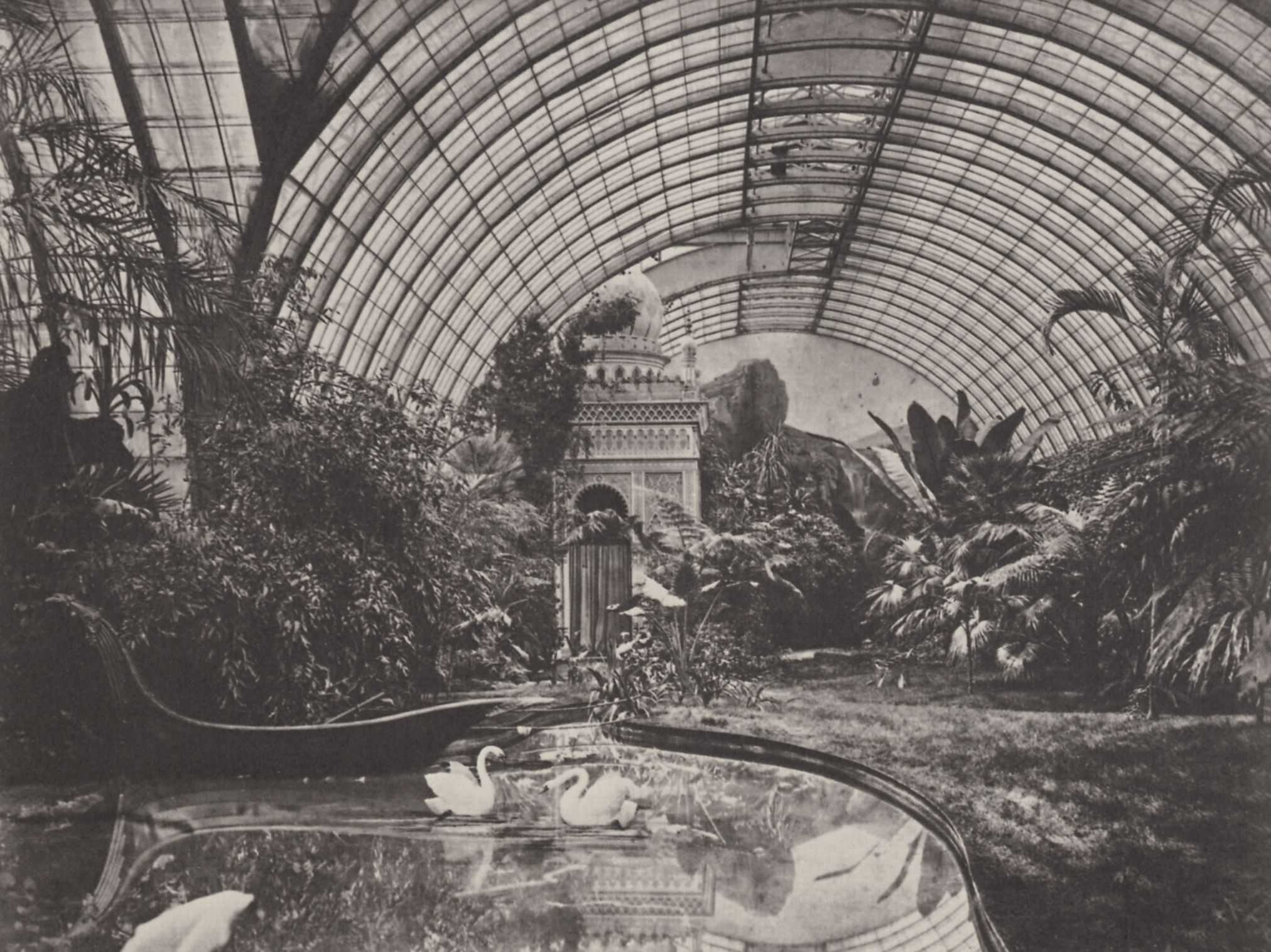
Intérieur du jardin d'hiver de Louis II de Bavière à la Résidence de Munich (1870).
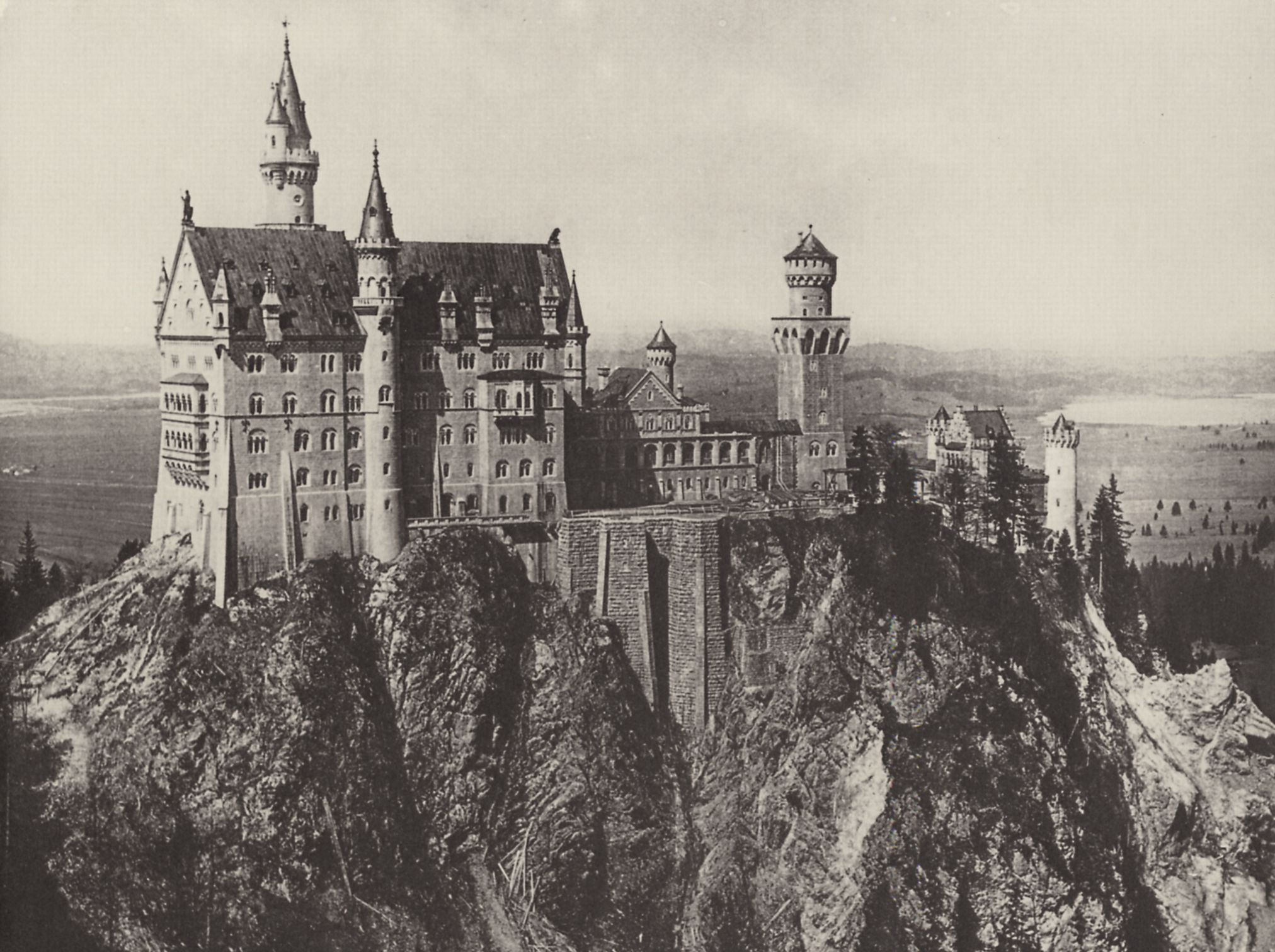
Vue du Château de Neuschwanstein (1886).